# Gaia Online
Gaia Online é um site em Inglês, originalmente direcionado a Anime, em forma de Rede social virtual. Fundaram-no em 2003 com o nome de Go-Gaia.com, mas com o nome alterado para GaiaOnline.com em 2004 por seu dono, Gaia Interactive.
Gaia originalmente começou como uma lista de Animes que eventualmente criou uma pequena comunidade. Entretanto, segundo uma citação de seu fundador, Derek Liu, o site seguiu a direção de jogo social, e eventualmente; tornou-se um site baseado em fóruns. Atualmente, mais de um milhão de afixações («posts») são feitas por dia, e o sítio é visitado por sete milhões de usuários únicos a cada mês — com mais de vinte-e-três milhões de usuários registrados no total.
O sítio também venceu o «Prêmio Webware 2007» na categoria de «Comunidade». 40% da renda de Gaia Online vem de propagandas direcionadas à audiência-alvo (de treze a vinte-e-cinco anos). Em Janeiro de 2011, a corporação ganhou o prêmio «Mashable Awards» de «Melhor Experiência de Usuário/2010».